# Maricá
Maricá, amtlich Município de Maricá, ist eine Stadt und eine Gemeinde (Municipio) im Bundesstaat von Rio de Janeiro in Brasilien.
Die Bevölkerung wurde zum 1. Juli 2019 auf 161.207 Einwohner geschätzt. Die Gesamtfläche von Maricá beträgt etwa 362,6 km² und teilt sich in vier Distrikte auf: den Distrito Sede (mit Zentrum der Stadt Maricá), Distrito de Ponta Negra, Distrito de Inoã und Distrito de Itaipuaçu. Auf diese verteilen sich 52 Bairros (Stadtviertel und Nachbarschaften).
Die Gegend von Maricá wird auch die Zone der Seen genannt (Seen wie z. B. Araçatiba, Jacaroá) und der Gebirge (wie z. B.  Lagarto, Silvado, Espraiado, do Mato Grosso und von Tiririca). Der Bezirk ist ebenfalls bekannt wegen seiner Strände:
- Jaconé,
- Ponta Negra,
- Barra de Maricá,
- do Francês und
- Itaipuaçu.

Außerdem ist Maricá wegen seiner großen Bauernhöfe Fazendas bekannt, die geschichtlich bis in die Zeit der Eroberung durch die Portugiesen zurückgehen.
Der Hauptzugang ist über die Landesstraße RJ-106 (Rodovia Amaral Peixoto) gegeben, die Maricá mit den municípios von Niterói und São Gonçalo, aber auch im Norden mit Saquarema verbinden. In Richtung Westen kann man über eine Landstraße auch den Ort Itaboraí erreichen.
Die Gemeinde Maricá betreibt einen eigenen öffentlichen Transport mit 30 innerstädtischen Buslinien. Die Passagiere fahren auf diesen städtischen Linien gratis. Zudem gibt es auch öffentliche Fahrräder, die während einer Stunde kostenlos benutzt werden können. Die Stadtkasse finanziert diese Dienstleistungen, indem sie die Einnahmen für die Konzession zur Ausbeutung der Ölvorkommen in ihren Gewässern in viele Projekte reinvestiert, die zum Wohl der Bürger beitragen. Außerdem zirkuliert in Maricá seit einigen Jahren die elektronische Lokalwährung Mumbuca. Bedürftige, die seit drei Jahren in Maricá wohnen, erhalten eine Grundsicherung, die in Mumbuca ausgezahlt wird und somit ausschließlich in Maricá verwendet werden kann.